# NGC 7637
NGC 7637 (również PGC 71440) – galaktyka spiralna (Sc), znajdująca się w gwiazdozbiorze Oktanta. Odkrył ją John Herschel 17 października 1835.
W galaktyce tej zaobserwowano supernowe SN 1992ao i SN 2012ah.